# Johann Rudolf Brosi
Johann Rudolf Brosi (* 31. Mai 1801 in Klosters; † 25. Dezember 1877 in Schiers) war ein Schweizer Politiker und Richter. 1848/49 und 1856/57 gehörte er dem Ständerat an, von 1849 bis 1851 dem Nationalrat. Darüber hinaus war er Regierungsrat des Kantons Graubünden.

## Biografie
Der Sohn eines wohlhabenden Landwirts besuchte die Gemeindeschule von Klosters und wahrscheinlich die evangelische Kantonsschule in Chur. Er studierte Recht und Staatswissenschaften an der Universität Berlin und war danach in Klosters als Rechtsanwalt tätig. Erste politische Erfahrungen sammelte Brosi als Landammann des Kreises Klosters. 1841 heiratete er Maria Roffler, die Tochter des Bundeslandammanns des Zehngerichtenbundes. Er zog nach Schiers um und gab seine Kanzlei wenig später zugunsten der Politik auf, da ihm der ausgedehnte Grundbesitz ein ansehnliches Einkommen ermöglichte.
Wie sein Schwiegervater vor ihm amtierte Brosi als Bundeslandammann des Zehngerichtenbundes. Als solcher war er in den Jahren 1833, 1836, 1841, 1844, 1846 und 1848 von Amtes wegen Mitglied der Kantonsregierung. Zwischen 1830 und 1846 vertrat er den Kanton Graubünden sechsmal als Gesandter an die Tagsatzung. Als radikalliberaler Politiker war Brosi 1841 Gründungsmitglied des Reformvereins, der eine neue Kantonsverfassung anstrebte. Dieses Vorhaben konnte schliesslich 1854 umgesetzt werden. Dem Grossen Rat (den er mehrmals präsidierte) gehörte er in den Jahren 1848 bis 1851, 1854 bis 1863 und 1865 bis 1869 an.
Der Grosse Rat wählte Brosi für die Jahre 1848/49 zu einem der Bündner Vertreter im Ständerat. Im November 1849 trat er zu einer Nachwahl im Wahlkreis Graubünden-Nord an und zog in den Nationalrat ein. Er führte die Verhandlungen zur Ablösung der kantonalen Zölle. Da das Verhandlungsergebnis in weiten Teilen des Kantons als unbefriedigend empfunden wurde, gelang ihm 1851 die Wiederwahl nicht. Weitere vier Male versuchte er, als Nationalrat gewählt zu werden, jeweils erfolglos. Von 1848 bis 1859 war Brosi Bundesrichter, in den Jahren 1856/57 zum zweiten Mal Ständerat. Schliesslich amtierte er 1863 als Gemeindepräsident von Schiers.